# Eva Nahir Panić
Eva Nahir Panić je bivša jugoslovenska logorašica, zatočena na Svetom Grguru u blizini Golog otoka, poznata po tome što je u SFR Jugoslaviji, zajedno sa istoričarkom Ženi Lebl, osamdesetih godina 20. veka govorila o logorima za žene nakon Drugog svetskog rata. 
O njenom životu, krajem osamdesetih godina 20. veka, jugoslovenski književnik Danilo Kiš snimio je četvorodelni dokumentarni film Goli život. U međuvremenu, o Evi su snimljena još dva dokumentarna filma (2002. i 2013. godine), a sredinom 2016. g. objavljena je njena autorizovana biografija Eva. Od 1966. godine do svoje smrti jula 2015. godine, Eva je živela u kibucu Šar Hamakim na severu Izraela. Proglašena je za prvu počasnu građanku Čakovca 2014. godine.

## Detinjstvo
Nahir Panić je rođena kao Eva Kelemen 3. avgusta 1918. godine u Čakovcu, u tadašnjoj Austrougarskoj. 
Eva je bila najmlađa od tri kćeri Bele i Eme Kelemen. Odrasla je i školovala se u rodnom gradu. Nakon udaje za mladog srpskog oficira Radeta Panića (rođ. 1915) preselila se u Zemun. Panići su u tu dočekali početak Drugog svetskog rata. Tokom okupacije Eva i Rade Panić priključili su se Partizanskom pokretu, a potom u Beogradu i Organizaciji BI - "Beogradski ilegalci" (po kojoj su kasnije nastali film i serija "Otpisani"). Nakon završetka rata, tokom sukoba Tita i Staljina Rade Panić je nekoliko puta hapšen da bi oktobra 1951. godine navodno izvršio samoubistvo u zatvoru u Beogradu. Nakon toga Eva je odvedena u logor na ostrvu Sveti Grgur (u blizini Golog otoka) i tamo provela dve i po godine.
Po dolasku u Čakovec (1905) Evini roditelji osnovali su skromni „Međimurski magazin”, prodavnicu pomodne robe, prvu te vrste u gradu. Čakovec je bio mala varoš, sa oko sedam hiljada stanovnika i tek nekoliko jevrejskih porodica. Dom Kelemenovih, u početku trosobni stan u centru malog međimurskog grada, ubrzo je zamenila velika trgovina u prizemlju i prostrani stan na spratu velike kuće u centru varoši. Po završetku osnovne škole, Eva je upisala Građansku školu u Čakovcu, a potom i Trgovačku, nastavljajući porodičnu tradiciju. Diplomirala je 1934. godine i već sa šesnaest oprobala se kao trgovac.
Jevrejska veroispovedna opština Čakovec, najstarija u Međimurju, 1930. godine imala je 211 članova. Čakovečki Jevreji bili su ugledni članovi zajednice: advokati, trgovci, bankari, preduzetnici. Nekoliko godina po završetku Prvog svetskog rata, u Čakovcu je osnovana prva organizacija levičarske omladine koja je, vrlo brzo, u privukla srednjoškolce i visokoškolce – među njima i Evu Kelemen. Koristeći ugled porodice i dobre veze sa susednom Mađarskom, često putujući do obližnje Pešte, Eva je prenosila ilegalni komunistički materijal, predavala ga čakovečkim ilegalcima i pomagala aktivistima koji su, iako pod stalnim pritiskom policije, uspeli da očuvaju organizaciju i učvrste njen ugled među mladima.

## Prvi susret
Osma konjička divizija jugoslovenske Kraljevske vojske stacionirana je u Čakovcu. Iz srpskog seoceta Male Kruševice kraj Varvarina u međimurski garnizon kraljevske konjice na službu je upućen Radosav Panić. Bila je to 1935. godina. Mladim čakovečkim oficirima subotnje zabave bile su prilika da se, bar nakratko, udalje od strogog vojničkog života, prošetaju korzoom, krišom svrate u kafanu. Omiljena mesta okupljanja bile su i srednjoškolske igranke. Jednog subotnjeg popodneva 7. marta 1936. godine dvadesetdvogodišnji oficir Panić, u svečanoj vojničkoj uniformi, sa sabljom na struku, u društvu nekolicine oficira, stigao je u čakovečku gimnastičku dvoranu. Eva se tog popodneva jasno seća:
„Da li gospođica pleše? – iznenadilo me je pitanje mladog oficira. Pitala sam ga ko je i on se predstavio. „Ja sam vojnik, gospođice. Radosav Panić.”
Poznanstvo Eve i Radeta, skriveno od očiju javnosti, trajalo je pet godina. Kako je Eva bila Jevrejka, a Rade oficir kraljevske vojske, bez saglasnosti porodice, par se nije mogao venčati. Nasuprot Radetovom siromaštvu i skromnosti, Evina porodica držala je do "uglednog zeta" obećavši Evu mladiću iz imućne porodice, kojeg nije volela. Ubrzo je i sama odlučila da prizna svoju vezu sa Radetom i ubrza njihovo venčanje. Tek nakon što je, svestan opasnosti koja se sa Zapada bližila Jugoslaviji, pristao, Evin otac Bela Kelemen dao je dozvolu za sklapanje braka i bogat miraz.
Uoči Drugog svetskog rata, strogim antijevrejskim zakonima, Jugoslavija je u znatnoj meri ograničila prava članova jevrejske zajednice. U različitim delovima zemlje zakoni su primenjivani selektivno, pa je i položaj Jevreja bio drugačiji. Proces izopštavanja iz šire zajednice počeo je postupno. Uredbama Vlade Kraljevine Jugoslavije 1940. ograničeno je pravo upisa jevrejske dece u srednje škole. Ovu odluku doneo je 15. oktobra 1940. godine ministar prosvete Antun Korošec. Deset dana ranije, Vlada je objavila Uredbu o merama koje se odnose na Jevreje u pogledu obavljanja radnja sa predmetima ljudske ishrane. Njome je zabranjeno ili u znatnoj meri ograničena trgovačka delatnost svim radnjama čiji su vlasnici ili suvlasnici Jevreji. Na udaru su se našla akcionarska društva i zadruge, pa su se jevrejskim privrednim društvima smatrala sva ona u čijim je uprava bio veći broj Jevreja. U takvim okolnostima, sklapanje brakova između Jevreja i neJevreja bilo je strogo kontrolisano.
Mladi par se ubrzo nastanio u novosagrađenom delu Zemuna kod Beograda. Eva i Rade Panić venčali su se u Vanzesenjskoj crkvi u Beogradu 1940. godine.

## Drugi svetski rat
Početak rata i bombardovanje Beograda Eva je dočekala u zajedničkom zemunskom stanu, dok se Rade nalazio na vojnom zadatku u mestu Spišić Bukovici u Hrvatskoj. Nakon kapitulacije Jugoslavije Radeta su zarobile nemačke jedinice, a Eva je ne znajući za sudbinu muža, napustila Beograd i sklonila se u selo Radetovih roditelja na jugu Srbije.
Iščekujući vesti o sudbini ratnih vojnih zarobljenika, Eva je nakon nekoliko nedelja odlučila da sama potraži Radeta i krišom stigla pred kuću u Zemunu. Tamo je zatekla desetine nemačkih oficira, demoliran nameštaj i ispražnjenu kuću. Čekajući zoru i povratak u selo, u blizini kuće pronašla je Radeta, ranjenog. Kako je opisala u svojoj ispovesti (2013. godine) Rade je skokom sa zgrade u kojoj je bio zatočen, uspeo da pobegne iz zatočeništva i nakon dva dana hoda stigne do Zemuna. Eva je povređenog supruga uspela da izvuče iz razrušenog grada i odvede u rodno selo.
“Povređenog supruga sam pronašla u Zemunu. Uspela sam da tokom jedne noći uđem u kuću u kojoj smo Rade i ja stanovali pre rata i ponesem nakit moje majke. Kada smo stigli do Beograda, na Zelenom vencu sam ušla u jednu kafanu i zamolila seljaka da mi za dijamantski prsten proda jednu čezu i konja, kako bih Radeta mogla da otpremim u selo. Tamo smo ga, svekrva i ja, lečile nekoliko nedelja, i u junu se već sasvim oporavio. Kada su tim krajem prošli prve partizanski odredi, povezali smo se sa njima."
Tokom 1942. godine Rade i Eva Panić priključili su se partizanskom odredu i nakon nekoliko meseci stigli su u Beograd. Ubrzo su oboje postali članovi Organizacije "Beogradski ilegalci" (po kojoj su kasnije nastali film i serija "Otpisani").
"Krajem 1943. godine četnici Draže Mihailovića zatražili su od Radeta da im se priključi i razvede od supruge Jevrejke, uz obrazloženje da su svi komunisti Jevreji, poput najpoznatijeg komuniste Moše Pijade. Saopštio im je da će me navodno poslati kod roditelja u Mađarsku i tako sam se sklonila u Užice, na slobodnu teritoriju, a Rade je otišao u Beograd i povezao se sa partizanskim pokretom. Dobio je zadatak da nastavi kontakte sa pokretom Draže Mihailovića i dokopa se spiskova sa imenima članova i simpatizera NOB-a koje su četnici redovno dostavljali Nemcima. Rade i ja smo, na taj način, uspeli da izradimo 1500 „objava“ za izlazak iz Beograda ljudima sa tog spiska. Svi oni su uspeli da napuste grad na vreme i priključe se Partizanima, a mi smo uspešno obavili zadatak - spasili smo živote 1500 ustanika“. 
1944. godine u nacistički logor Aušvic odvedeni su Evini roditelji Ema (1879) i Bela (1874) Kelemen, odakle se nikada nisu vratili. 

## Posleratne godine
Kraj rata Eva i Rade Panić dočekali su u Beogradu, gde se im 1945. rodila ćerka Tijana. Nastanili su se u centru prestonice, u Kosmajskoj ulici broj 34. Prvih godina po oslobođenju, Rade Painić službovao je u Odeljenju unutrašnjih poslova, a potom imenovan za instruktora konjičke milicije. Taj posao je obavljao do 1951. godine.
„Živeli smo veoma skromno od Radetove plate, jer nisam bila zaposlena. Iako smo, za razliku od drugih, imali pravo da koristimo robu iz državnih magacina, uglavnom nismo imali novca da podignemo sva sledovanja, pa sam sa prijateljicom Mirom Carin formirala zajedničko domaćinstvo. Oktobra 1951. godine, Rade se prilikom pada sa konja teško povredio i odsustvovao sa posla. Nekoliko dana kasnije, 13. oktobra, stigao mu je poziv od generala Drulovića, komandanta Milicije. Otišao je na razgovor u Ministarstvo i više se nikada nije vratio. Tada sam ga poslednji put videla.“ 
Bile su to godine kada nije bilo nevinih. Politički sukob Tito – Staljin, u svetlu Rezolucije Informbiroa, koštao je života mnoge Jugoslovene. Pod sumnjom da je deo informbiroovske propagande, vojne vlasti su uhapsile Radeta Panića. Bez istrage i suđenja, optužen je da je ruski špijun, i kao takav, opasan po državu. 
„Narednog dana do mene je došao neki čovek u crnom kožnom kaputu i saopštio da je moj suprug izvršio samoubistvo u zatvoru. Posle vrlo neprijatnog razgovora, odvezao me je u Vojnu bolnicu, gde mi je ponovljeno da je Rade uhapšen po prijavi nekoga iz Vojne kontraobaveštajne službe. Zatražili su da ga se javno odreknem kao izdajnika. Rekli su da će to biti objavljeno sutradan u „Borbi“ - a ja ću biti slobodna. Odbila sam i prkosno rekla da moj suprug nikada nije bio narodni neprijatelj i da ga se nikada neću odreći. - Dobro, onda idete u zatvor, a Vaša Tijana će ostati na ulici! – zapretili su.  Ostala sam pri svojoj odluci i ubrzo se našla iza rešetaka, u istražnom zatvoru na Obilićevom vencu – svega nekoliko metara od stana u kom smo živeli.“
Posle šest meseci provedenih u istražnom zatvoru na Obilićevom vencu, Eva Panić je sa još 17 žena odvedena u logor na ostrvu Sveti Grgur. U zloglasnom radilištu na Jadranu, kako su ženski logor nazivale tadašnje vlasti, provela je narednih 19 meseci. Ponižavanja, fizičko maltretiranje i surove metode reedukacije kažnjenica, bile su svakodnevica stotinama žena zatočenih u bespuću Kvarnerskog zaliva. 
„Tijana je ostala potpuno sama. Bez oca koji je bio nevino optužen, i majke koja je bila daleko. Tek posle godinu dana dobila sam prva Tijanina pisma. Imala je svega sedam godina. Pisala je i crtala, a ja nisam mogla da joj napišem ono što sam želela. Prolazili su meseci, a odvojenost od ćerke sve sam teže podnosila. Živela je kod moje sestre Klare u Lendavi u Sloveniji. Posle 26 meseci provedenih u istražnom zatvoru i logoru, na slobodu sam puštena 29. novembra 1953. godine. Ponižena i nesrećna, bila sam bez posla, novca i stana i još dugo nisam mogla da primim Tijanu nazad, jer nisam imala kud. Dane sam provodila u stanu svoje prijateljice, a noću spavala na podu, jer kreveta nije bilo. Uprkos svemu, bila sam uporna da dokažem da je Rade nevin stradao. Posle 14 godina, zatražila sam i dobila na uvid predmet svog supruga i u dosijeu jasno videla da je Panić bio nevin. Potkazao ga je pukovnik KOS-a Milenko Nikitović, koji je kasnije, zbog lažnog prijavljivanja, osuđen na 18 godina zatvora. Iako sam bila slobodna, teški dani su tek dolazili.“ 

## Sveti Grgur - Goli otok
U borbi za očuvanje jedinstva Partije, jugoslovenski režim poseže za represivnim merama prema onima koji su stali na stranu Rusa ili su imali kolebljiv stav prema Rezoluciji IBa. Na udaru su se našli, ili su se mogli naći, svi koji su opravdavali kritike Sovjeta. U konstantnom strahu od napada SSSRa i njegovih saveznika na Jugoslaviju, represija je postajala sve snažnija, pa su se „na proveri” našli i članovi KPJ, nekadašnji prvoborci, narodni heroji, čak i neki članovi republičkih vlada. U novinskim tekstovima veličana je uloga Partije i Titovo odlučno NE Staljinu, bez kritičkih analiza i stavova suprotnih liniji Partije. Potkazivanje potencijalnih neprijatelja postalo je novo zanimanje, pa je Udba vrbovala poslušnike u svim redovima, od političara, radnika, profesora, novinara, do tzv. običnog sveta. Praksa branilaca države o izolaciji „izdajnika” – pristalica Rezolucije – brzo se širila zemljom, pa je uskoro svaka republika imala svoje zatvore i istražna odeljenja, posebno formirana za borbu sa neprijateljima naroda i države. Prema nekim procenama, tokom trajanja krize, u zatvorima i logorima širom zemlje našlo se na desetine hiljada građana, među kojima je tri do pet hiljada žena. Iz Komunističke partije Jugoslavije isključeno je blizu šezdeset hiljada članova, a više od trideset hiljada je kažnjeno na neki drugi način. Posebni logori za žene formirani su, počev od 1949. godine, u Ramskom ritu i Zabeli kod Požarevca u Srbiji, u Stolcu u Bosni i Hercegovini, Lonjskom polju u Hrvatskoj, a kasnije i na ostrvima Sveti Grgur i Goli otok u Jadranskom moru. Većina zatočenih žena bile su partizanke i članice KPJ. Lica uhapšena zbog podrške Rezoluciji, sumnje da je podržavaju ili potkazivanjem doušnika i Udbinih agenata, kolokvijalno su nazivana informbirovci ili ibeovci. Prema različitim izvorima, u Jugoslaviji je registrovano oko pedeset pet hiljada ibeovaca od čega je uhapšeno oko šesnaest hiljada ljudi. Većina ih je kažnjena administrativnom merom društveno korisnog rada sa lišenjem slobode.
„Tijana je ostala potpuno sama. Bez oca koji je bio nevino optužen, i majke koja je bila daleko. Tek posle godinu dana dobila sam prva Tijanina pisma. Imala je svega sedam godina. Pisala je i crtala, a ja nisam mogla da joj napišem ono što sam želela. Prolazili su meseci, a odvojenost od ćerke sve sam teže podnosila. Živela je kod moje sestre Klare u Lendavi u Sloveniji. Posle 26 meseci provedenih u istražnom zatvoru i logoru, na slobodu sam puštena 29. novembra 1953. godine. Ponižena i nesrećna, bila sam bez posla, novca i stana i još dugo nisam mogla da primim Tijanu nazad, jer nisam imala kud. Dane sam provodila u stanu svoje prijateljice, a noću spavala na podu, jer kreveta nije bilo. Uprkos svemu, bila sam uporna da dokažem da je Rade nevin stradao. Posle 14 godina, zatražila sam i dobila na uvid predmet svog supruga i u dosijeu jasno videla da je Panić bio nevin. Potkazao ga je pukovnik KOS-a Milenko Nikitović, koji je kasnije, zbog lažnog prijavljivanja, osuđen na 18 godina zatvora. Iako sam bila slobodna, teški dani su tek dolazili.“ 
Posle nekoliko turobnih godina u Jugoslaviji, Eva Panić napustila je Beograd i nastanila se u kibucu Šar Hamakim na severu Izraela gde je upoznala svog budućeg supruga Mošu Nahira. 

## "Goli život" Danila Kiša iAleksandra Mandića
Jedan od najpoznatijih romana jugoslovenskog književnika Danila Kiša Bašta, pepeo – delo o detinjstvu i odrastanju, metafora o strahopoštovanju deteta prema ocu, doživelo je 1980. godine svoje prvo izdanje na hebrejskom jeziku. Našlo se i na policama Univerzitetske biblioteke u Tel Avivu. Bio je to povod da Kiš, u pratnji domaćina i prevodioca, poseti Izrael. U proleće 1986, na poziv Instituta Van Lir Kiš se predstavio izraelskoj akademskoj javnosti.
"Sve je ovde lepo i krasno, brinu o meni, paze da mi ništa ne fali, ali ja se osećam kao ptica u zlatnom kavezu. U Izraelu sam, ali osim najbliže okoline, nisam ništa video”, priseća se, u svojim zapisima Kišovih reči Jovanka Ženi Lebl. Poželeo je da upozna Izrael iznutra, tragajući za mistikom života u komuni. Kibuc Šar Hamakim, jedan od dva jugokibuca bio je Kišov izbor. U pratnji Ženi Lebl zastao je u maloj poljoprivrednoj oazi. „Upoznaću te sa još jednom Jugoslovenkom. Možda sretneš novog Borisa Davidoviča”, osmehujući se Kišu, pokazao je put ka kibucu njegov pratilac.
Slučajni izraelski susret učiniće ideju Danila Kiša – da zatvori životno pripovedanje o zatočeništvu – realnom. Deo posleratne političke istorije (sukob sa IBom i stradanje „neistomišljenika” u zatvorima i konclogorima) prekriven tamnim plaštom Udbinih izvršitelja pravde, pretočiće u dokumentarnu storiju ispričanu televizijskim jezikom. Materijal nastao u razgovoru Eve Nahir Panić i novinara Raula Tajtelbauma, u rukama Danila Kiša trebalo je da preraste u biografsko štivo. "Upoznao sam dve žene, sa dve sjajne životne priče, ali ja ne želim, neću to da pišem. Međutim, ako hoćeš, napravi, ja ću ti dati sve. Ti napravi seriju o tome”, govorio je Kiš prijatelju Aleksandru Mandiću. Tri godine, navodi Aleksandar Mandić, ubeđivao je nevoljnog Danila da stvori Goli život. Već teško oboleo, Kiš se marta 1989. godine, sa televizijskom ekipom ponovo našao u Izraelu. U produkciji „Avala filma”, sedmodnevno snimanje počelo je šestog marta.
Prva od četiri epizode Golog života, počinje kadrovima u Tel Avivu, na peskovitoj plaži Sredozemnog mora. Pred radoznalim Kišom Ženi Lebl govori o odrastanju i svom detinjstvu. Ređaju se potom priče o sudbinama beogradskih Jevreja uoči i tokom okupacije. Ne nazire se tada nikakva poveznica dve Jevrejke. Kiš vešto, insistirajući na detaljima obimne životne ispovesti, oprezno izlistava biografiju stradalnice koja je, četrdeset godina nakon izlaska iz komunističkog logora, daleko od Jugoslavije,obuzeta dilemama o ispravnosti ideologije kojoj je i sama pripadala.
Prilika je to, piše Aleksandar Mandić, da se osim glavnoj temi iz prikrajka posveti i Kišu – licu čoveka koji je u ranim pedesetim godina već suočen sa konačnošću. „Smrt koja lebdi oko svakog živog, kod Kiša je još vidljivija. To goni moj refleks dokumentarni, da snimam i beznačajne stvari, posle postaju važne.”
Kiš nije dočekao da vidi završetak svog televizijskog dela, ujedno i poslednjeg autorskog ostvarenja. Reditelj Aleksandar Mandić snimljeni materijal uobličio je u četvorodelnu televizijsku seriju emitovanu na Programu Televizije Sarajevo. Upotpunjen kadrovima snimljenim na ostacima golootočke kaznionice, Goli život, kazivanjima i fotografskim dokumentima otisnut sa jadranskih hridina krenuo je ka jugoslovenskoj obali. Vruća tema oživljena životnim pričama dve Jevrejke pomerila je ugao gledanja na posledice istorijskog sukoba dva komunistička vladara. I sam Kiš, kako navode njegovi savremenici, dugo se dvoumio da piše o toj temi, jer je smatrao da je to odjednom postala moda. Svoje poslednje putovanje Kiš je okončao u Parizu 15. oktobra 1989. godine, kraj uključenog televizora koji nije voleo, veli Aleksandar Mandić.

## Knjiga "Eva"
Tokom 2016. godine objavljena je knjiga "Eva", autorizovana biografija Eve Nahir Panić autora Daneta Ilića.
| COBISS.SR-ID | 220558860 |

| ISBN | 978-86-919445-0-6 (broš.) |

## Filmovi, emisije, štampa
Nakon emitovanja Kišovog "Golog života" o Evi Nahir Panić snimljena su još dva dokumentarna filma: "Eva" (2002) u produkciji izraelskog reditelja Avnera Faingulernta koji je 2002. godine nagrađen Srebrnom maslinom na Međunarodnom festivalu dokumentarnog filma u Crnoj Gori.
Knjigu "Eva" prati i istoimeni dokumentarni film snimljen 2013. godine u Evinom domu u kibucu Šar Hamakim u Izraelu. Trejler za film dostupan je na ovom linku.
1) "Eva Nahir - Jedna životna drama" (I, II), "Republika", Beograd, br. 556-557, septembar 2013.
2) "Tko je Eva Nahir, žena koja je postala prva počasna građanka Čakovca"?, Međimurski internet portal, 2014.
3) "Eva's Choice", Haaretz, Israel, 2003.

## Prikazi, recenzije
Recenzija: dr Mladenka Ivanković, naučni saradnik Instituta za noviju istoriju Srbije, Beograd. (PDF)
Prikaz knjige: dr Vladimir B. Perić, Kragujevac (PDF)
Prikaz knjige: "Jevrejski pregled" br. 4, avgust-septembar 2016. (PDF)
"Od Čakovca do Izraela - Godine dobra, godine zla": "Jevrejski pregled" 2013. (PDF)

## Spoljašnje veze
Zvanična stranica knjige "Eva": http://evabook.mojsajt.rs
Portal za istoriografiju, književnost i umetnost "Mansarda": https://web.archive.org/web/20160729204017/http://www.mansarda.rs/

## Galerija dokumenata i fotografija
- Eva Nahir Panić, na grobu svog prvog supruga Radeta Panića u selu Mala Kruševica u Srbiji, maja 2014. godine
- Brod "Punat" nekada u vlasništu Uprvave državne bezbednosti kojim su prevoženi zatočenici u logore na Svetom Grguru i Golom otoku. Nakon zatvaranja logora brod je korišćen za prevoz tereta, potom u turističke svrhe.
- Beograd: Eva Nahir Panić pred ulazom zgrade u kojoj je živela do hapšenja i odvođenja u logor 1951. godine.
- Jedna od poslednjih zajedničkih fotografija porodice Kelemen u Čakovcu uoči početka II svetskog rata
- Eva Nahir Panić u svom domu u Kibucu Šar Hamakim u Izraelu, jula 2013. godine
- Eva Nahir Panić, Danilo Kiš, Aleksandar Manidć i Ženi Lebl tokom snimanja filma "Goli život" u kibucu Šar Hamakim u Izraelu 1989. godine.
- Eva Nahir Panić, Danilo Kiš, Aleksandar Manidć tokom snimanja filma "Goli život" u kibucu Šar Hamakim u Izraelu 1989. godine.